# Associazione Calcio Legnano 1999-2000
Questa pagina raccoglie le informazioni riguardanti l'Associazione Calcio Legnano nelle competizioni ufficiali della stagione 1999-2000.

## Stagione

Luca Landonio, al Legnano dal 1983 al 1984, dal 1985 al 1988 e dal 1999 al 2001

Ad inizio stagione è ventilata l'idea di una fusione del Legnano con il Saronno, ipotesi poi rigettata dalla F.I.G.C. perché i due Comuni sono troppo distanti, e quindi appartengono a due realtà geografiche differenti. Il presidente Mauro Rusignuolo nomina un nuovo direttore generale, Alberto Ciapparelli, ed un nuovo allenatore, Roberto Bacchin.
Alla quarta stagione in Serie D, nel campionato 1999-2000, il Legnano riesce a risalire tra i professionisti, e lo fa dominando il girone B con 80 punti in classifica, mentre il Pavia al secondo posto ne ottiene 65. L'ultimo campionato dei Lilla tra i professionisti è stata la stagione 1995-1996. Nelle finali Scudetto Dilettanti i Lilla vengono eliminati al primo turno. In Coppa Italia Serie D il Legnano è invece eliminato dal Sant'Angelo al secondo turno.
Poco dopo la fine del campionato, una notizia sconvolge l'ambiente lilla e la città di Legnano: il presidente del Legnano Mauro Rusignuolo viene arrestato dalla Guardia di Finanza.

## Divise e sponsor
| Casa |

## Organigramma societario
Area direttiva
- Presidente: Mauro Rusignuolo
- Direttore generale: Alberto Ciapparelli

Area tecnica
- Allenatore: Roberto Bacchin

## Rosa
| N. |                   | Ruolo | Calciatore           |
| -- | ----------------- | ----- | -------------------- |
|    | Italia (bandiera) | A     | Fabio Angeretti      |
|    | Italia (bandiera) | D     | Gianluca Bestetti    |
|    | Italia (bandiera) | A     | Lorenzo Buzzetti     |
|    | Italia (bandiera) | A     | Francesco Cardamone  |
|    | Italia (bandiera) | C     | Alessandro Felisatti |
|    | Italia (bandiera) | C     | Maurizio Franchi     |
|    | Italia (bandiera) | C     | Michele Garegnani    |
|    | Italia (bandiera) | D     | Alberto Gruttadauria |
|    | Italia (bandiera) | C     | Luigi Iaderosa       |
|    | Italia (bandiera) | C     | Matteo Juvetig       |
|    | Italia (bandiera) | C     | Luca Landonio        |

| N. |                   | Ruolo | Calciatore         |
| -- | ----------------- | ----- | ------------------ |
|    | Italia (bandiera) | P     | Fabio Lico         |
|    | Italia (bandiera) | A     | Giovanni Livieri   |
|    | Italia (bandiera) | C     | Luca Mancini       |
|    | Italia (bandiera) | A     | Cristian Marcat    |
|    | Italia (bandiera) | P     | Roberto Pavesi     |
|    | Italia (bandiera) | A     | Giuseppe Pingitore |
|    | Italia (bandiera) | C     | Davide Piotti      |
|    | Italia (bandiera) | D     | Enrico Sala        |
|    | Italia (bandiera) | D     | Sandro Schenone    |
|    | Italia (bandiera) | P     | Luigi Trezza       |
|    | Italia (bandiera) | C     | Riccardo Tumiati   |

## Risultati

### Serie D (girone B)

#### Girone d'andata
| Arbitro: | Barbera (Biella) |

|              |           |               |
| Meneghel 59’ | Marcatori | 20’ Cardamone |

| Arbitro: | Finazzi (Torino) |

|                 |           |  |
| Sala 17’ (rig.) | Marcatori |  |

| Arbitro: | Latorre (Brescia) |

|  |           |                             |
|  | Marcatori | 54’ Angeretti 60’ Pingitore |

| Arbitro: | Cavaliere (Parma) |

|               |           |  |
| Garegnani 60’ | Marcatori |  |

| Arbitro: | Marchesotti (Genova) |

|               |           |  |
| Cardamone 12’ | Marcatori |  |

| Arbitro: | Capozzi (Vicenza) |

|  |           |               |
|  | Marcatori | 82’ Garegnani |

| Arbitro: | Zambon (Padova) |

|                 |           |             |
| Garegnani 45+1’ | Marcatori | 42’ Cosenza |

| Arbitro: | Di Franco (Torino) |

|            |           |                       |
| Giglio 51’ | Marcatori | 9’ Livieri 90+4’ Sala |

| Arbitro: | Zannier (Udine) |

|                                            |           |          |
| Pingitore 2’, 84’ Livieri 7’ Cardamone 62’ | Marcatori | 83’ Memo |

| Arbitro: | Rodomonti (Teramo) |

|  |           |   |
|  | Marcatori | . |

| Arbitro: | Romano (Bergamo) |

|                                          |           |  |
| Angeretti 33’ Garegnani 55’ Buzzetti 88’ | Marcatori |  |

| Arbitro: | Capozzi (Vicenza) |

|  |           |   |
|  | Marcatori | . |

| Arbitro: | Battistella (Conegliano) |

|                                            |           |                              |
| Grattaduria 7’ Pingitore 10’ Cardamone 56’ | Marcatori | 32’ Moscatelli 39’ Rigamonti |

| Arbitro: | Martinini (Rimini) |

|                      |           |                           |
| Rossini 90+7’ (rig.) | Marcatori | 25’ Angeretti 53’ Tumiati |

| Arbitro: | Marzi (Lucca) |

|               |           |  |
| Cardamone 35’ | Marcatori |  |

| Arbitro: | Maionchi (Lucca) |

|  |           |   |
|  | Marcatori | . |

| Arbitro: | Ballabio (Albenga) |

|                                                     |           |  |
| Angeretti 3’ Landonio 5’ Pingitore 85’ Iaderosa 90’ | Marcatori |  |

#### Girone di ritorno
| Arbitro: | Vecchiantini (Ferrara) |

|                            |           |  |
| Garegnani 5’ Angeretti 77’ | Marcatori |  |

| Arbitro: | Lops (Torino) |

|            |           |  |
| Rubino 72’ | Marcatori |  |

| Arbitro: | Mazzoleni (Bergamo) |

|               |           |  |
| Angeretti 86’ | Marcatori |  |

| Arbitro: | Smaldone (Torino) |

|  |           |               |
|  | Marcatori | 33’ Cardamone |

| Arbitro: | Botta (Torino) |

|             |           |                 |
| Pedroli 56’ | Marcatori | 45+2’ Angeretti |

| Arbitro: | Caccia (Busto Arsizio) |

|                  |           |                                    |
| Livieri 22’, 82’ | Marcatori | 72’ (aut.) Bestetti 88’ Sconfietti |

| Arbitro: | Caoduro (Vicenza) |

|           |           |  |
| Bello 36’ | Marcatori |  |

| Arbitro: | Cristofaro (Nichelino) |

|                                  |           |  |
| Garegnani 56’ Livieri 72’ (rig.) | Marcatori |  |

| Arbitro: | Castagneri (Torino) |

|  |           |                               |
|  | Marcatori | 53’ (rig.) Sala 69’ Pingitore |

| Arbitro: | Bo (Genova) |

|                                          |           |  |
| Buzzetti 38’ Garegnani 79’ Cardamone 88’ | Marcatori |  |

| Arbitro: | Marelli (Como) |

|          |           |                                                      |
| Casu 45’ | Marcatori | 8’, 47’ Livieri 60’ (rig.) Sala 88’ (rig.) Angeretti |

| Arbitro: | Lops (Torino) |

|                                                      |           |  |
| Angeretti 35’ Sala 57’ (rig.) Cardamone 90+1’, 90+2’ | Marcatori |  |

| Arbitro: | Ballabio (Albenga) |

|             |           |                               |
| Pioggia 33’ | Marcatori | 15’ Angeretti 88’ (rig.) Sala |

| Arbitro: | Angiuoni (Nuoro) |

|                            |           |  |
| Buzzetti 18’ Cardamone 71’ | Marcatori |  |

| Arbitro: | Dessena (Sassari) |

|  |           |   |
|  | Marcatori | . |

| Arbitro: | Di Franco (Torino) |

|                                  |           |                     |
| Angeretti 62’, 73’ Garegnani 69’ | Marcatori | 57’ (rig.) Rastelli |

| Arbitro: | Barbera (Biella) |

|           |           |                            |
| Guidi 21’ | Marcatori | 43’ Marcat 85’ Gruttaduria |

#### Finali scudetto dilettanti
| Arbitro: | Ongaro (Rovigo) |

|  |           |                                      |
|  | Marcatori | 20’ Piro 30’ Mascheroni 47’ Barbiero |

| Arbitro: | Zandi (Lugo di Romagna) |

|  |           |                           |
|  | Marcatori | 64’ Franchi 88’ Pingitore |

| 10 giugno 2000 3ª giornata          |           | – Turno di riposo |  |  |
| \| \| \| \| \| \| Marcatori \| . \| |           |                   |  |  |
|                                     |           |                   |  |  |
|                                     | Marcatori | .                 |  |  |

### Coppa Italia Serie D

#### Primo turno - Triangolare 4
| Legnano 22 agosto 1999 1ª giornata  | Legnano   | 1 – 0 | Oggiono | Stadio Giovanni Mari |
| \| \| \| \| \| \| Marcatori \| . \| |           |       |         |                      |
|                                     |           |       |         |                      |
|                                     | Marcatori | .     |         |                      |

| 29 agosto 1999 2ª giornata          |           | - – - |  |  |
| \| \| \| \| \| \| Marcatori \| . \| |           |       |  |  |
|                                     |           |       |  |  |
|                                     | Marcatori | .     |  |  |

| Mariano Comense 8 settembre 1999 3ª giornata | Mariano (CO) | 0 – 0 | Legnano |  |
| \| \| \| \| \| \| Marcatori \| . \|          |              |       |         |  |
|                                              |              |       |         |  |
|                                              | Marcatori    | .     |         |  |

#### Secondo turno
| Sant'Angelo Lodigiano 29 settembre 1999 Andata | Sant'Angelo Lodigiano | 2 – 0 | Legnano |  |
| \| \| \| \| \| \| Marcatori \| . \|            |                       |       |         |  |
|                                                |                       |       |         |  |
|                                                | Marcatori             | .     |         |  |

| Legnano 6 ottobre 1999 Ritorno      | Legnano   | 2 – 2 | Sant'Angelo Lodigiano | Stadio Giovanni Mari |
| \| \| \| \| \| \| Marcatori \| . \| |           |       |                       |                      |
|                                     |           |       |                       |                      |
|                                     | Marcatori | .     |                       |                      |

## Statistiche

### Statistiche di squadra
| Competizione               | Punti | Totale | Totale | Totale | Totale | Totale | Totale | DR  |
| Competizione               | Punti | G      | V      | N      | P      | Gf     | Gs     | DR  |
| -------------------------- | ----- | ------ | ------ | ------ | ------ | ------ | ------ | --- |
| Serie D                    | 80    | 34     | 24     | 8      | 2      | 58     | 16     | +42 |
| Finali scudetto dilettanti | 3     | 2      | 1      | 0      | 1      | 2      | 3      | -1  |
| Coppa Italia Serie D       | 4     | 2      | 1      | 1      | 0      | 1      | 0      | +1  |

### Statistiche dei giocatori
| Giocatore       | Serie D  | Serie D |
| Giocatore       | Presenze | Reti    |
| --------------- | -------- | ------- |
| F. Angeretti    | 33       | 12      |
| G. Bestetti     | 32       | 0       |
| L. Buzzetti     | 27       | 3       |
| F. Cardamone    | 34       | 10      |
| A. Felisatti    | 5        | 0       |
| M. Franchi      | 33       | 1       |
| M. Garegnani    | 32       | 8       |
| A. Gruttadauria | 33       | 2       |
| L. Iaderosa     | 10       | 1       |
| M. Juvetig      | 9        | 0       |
| L. Landonio     | 27       | 1       |
| F. Lico         | 35       | 0       |
| G. Livieri      | 35       | 7       |
| L. Mancini      | 1        | 0       |
| C. Marcat       | 24       | 1       |
| R. Pavesi       | 1        | 0       |
| G. Pingitore    | 32       | 7       |
| D. Piotti       | 2        | 0       |
| E. Sala         | 33       | 6       |
| S. Schenone     | 29       | 0       |
| L. Trezza       | 1        | 0       |
| R. Tumiati      | 15       | 1       |